# Melica teneriffae
Melica teneriffae là một loài thực vật có hoa trong họ Hòa thảo. Loài này được Hack. ex Christ mô tả khoa học đầu tiên năm 1888.

## Hình ảnh

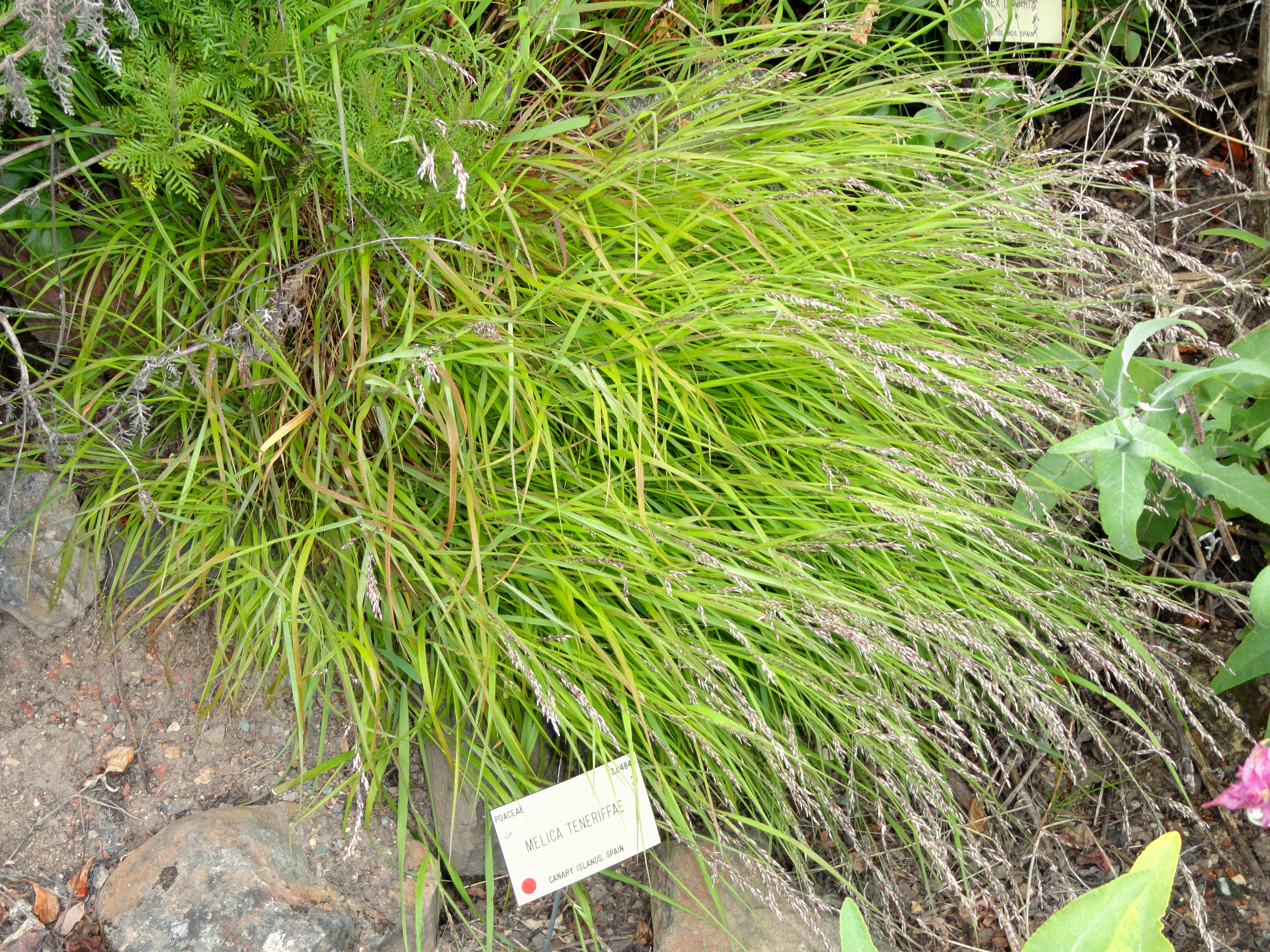